# Argelia Alta Luz
Argelia Alta Luz är en ort i Mexiko.   Den ligger i kommunen Motozintla och delstaten Chiapas, i den sydöstra delen av landet, 900 km sydost om huvudstaden Mexico City. Argelia Alta Luz ligger 455 meter över havet och antalet invånare är 151.
Terrängen runt Argelia Alta Luz är huvudsakligen kuperad, men österut är den bergig. Argelia Alta Luz ligger nere i en dal. Runt Argelia Alta Luz är det tätbefolkat, med 297 invånare per kvadratkilometer. Närmaste större samhälle är Huixtla, 13,4 km sydväst om Argelia Alta Luz. I omgivningarna runt Argelia Alta Luz växer i huvudsak städsegrön lövskog.